# Дукачевский, Пётр
Пётр Дукачевский (пол. Piotr Dukaczewski; род. 13 января 1965, Варшава) — польский шахматист, международный мастер (1986).
В составе сборной Польши участник 7 командных чемпионатов мира среди незрячих шахматистов. Выиграл 5 медалей в команде — 2 золотые (2001, 2005), 2 серебряные (2010, 2013) и 1 бронзовую (1998), а также 3 золотые медали в индивидуальном зачёте (1998, 2001, 2010).
В составе сборной IBCA участник 10 шахматных олимпиад (1994—2006, 2012—2014, 2018).

## Изменения рейтинга
| Графики недоступны из-за технических проблем. См. информацию на Фабрикаторе и на mediawiki.org. |